# Коллуни

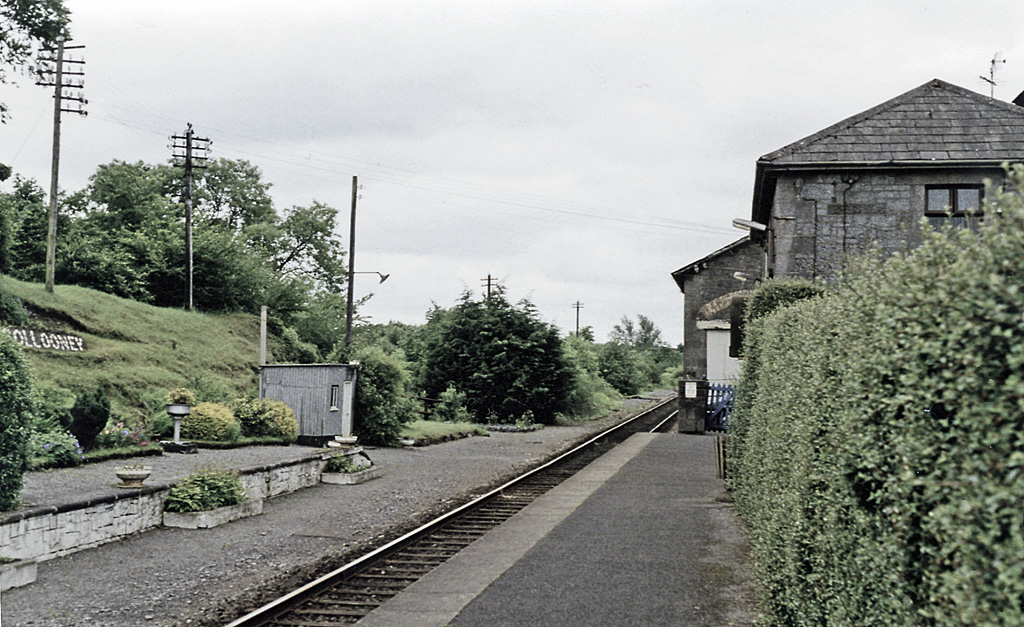
Станция Коллуни

Коллуни (англ. Collooney; ирл. Cúil Mhuine, «приют в чаще») — деревня в Ирландии, находится в графстве Слайго (провинция Коннахт).
Местная железнодорожная станция была открыта 3 декабря 1862 года.

## История
5 сентября 1798 года у Коллуни произошло сражение Ирландского восстания, завершившееся победой объединённых ирландско-французских сил.

## Демография
Население — 892 человека (по переписи 2006 года). В 2002 году население составляло 619 человек.
Данные переписи 2006 года:
| Общие демографические показатели |               |                               |                               |      |      |
| Всё население                    | Всё население | Изменения населения 2002—2006 | Изменения населения 2002—2006 | 2006 | 2006 |
| 2002                             | 2006          | чел.                          | %                             | муж. | жен. |
| 619                              | 892           | 273                           | 44,1                          | 437  | 455  |